# KSZO Ostrowiec Świętokrzyski
KSZO Ostrowiec Świętokrzyski ist ein polnischer Fußballverein aus der Stadt Ostrowiec Świętokrzyski. Er wurde im Jahr 1929 unter dem heutigen Vereinsnamen gegründet. Die traditionellen Teamfarben sind orange und schwarz. In den Jahren 1997 und 2001 gelang der Mannschaft der Aufstieg in die Ekstraklasa. In der Saison 2020/21 spielt KSZO in der 3. Liga, der vierthöchsten polnischen Spielklasse.
KSZO Ostrowiec trägt seine Heimspiele im 8.000 Zuschauer fassenden Miejski Stadion Sportowy aus.

## Bekannte ehemalige Spieler
- Kamil Kosowski
- Mariusz Jop
- Andrzej Kobylański
- Janusz Jojko
- Marcin Kaczmarek
- Paweł Kaczorowski
- Pape Samba Ba